# Gottfried Seybold

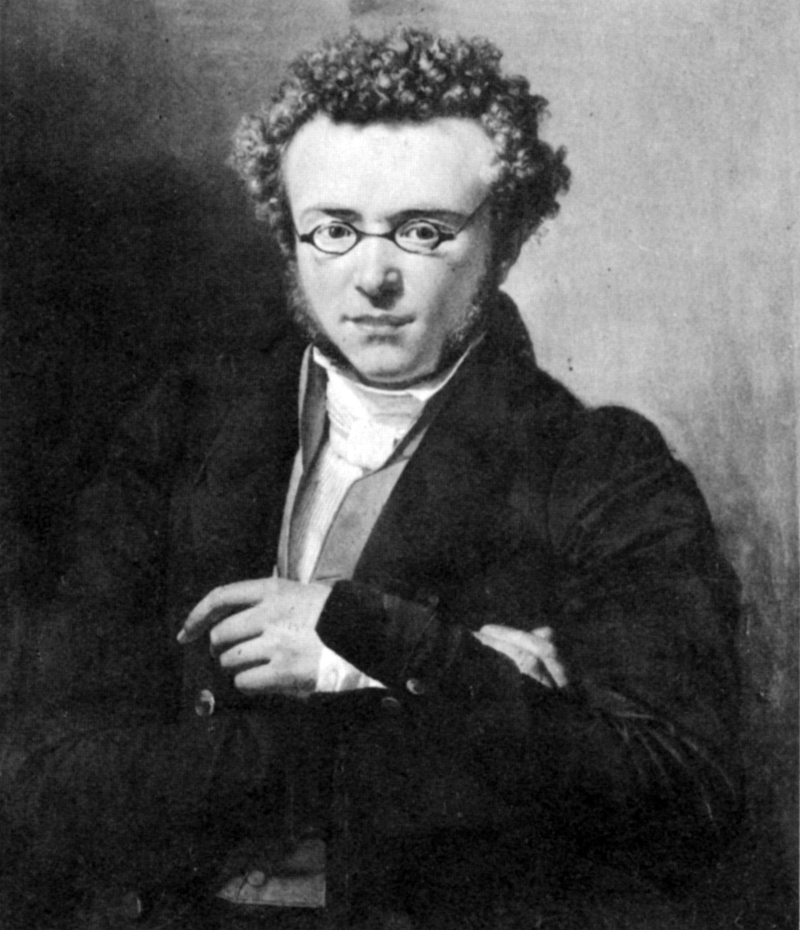
Gottfried Seybold

Christian Gottfried Seybold (* 25. Januar 1757 in Brackenheim; † 24. September 1816 in Nordheim) war Gerichtsschreiber für die Gemeinden Dürrenzimmern, Nordheim, Nordhausen sowie Großgartach. Durch seine Ansiedlung in Nordheim 1782 begründete er den dortigen Besitz der Familie Seybold/von Marval, der später durch seinen Ururenkel Kurt von Marval (1888–1980) in den Besitz der Gemeinde Nordheim bzw. der Von Marval’schen Familienstiftung gelangt ist und die Gestalt der Gemeinde bis heute prägt.

## Leben
Er war ein Sohn des Brackenheimer Stadtschreibers David Christoph Seybold (1713–1775) und dessen zweiter Ehefrau Christina Elisabeth, geb. Jenisch. Er hatte drei Brüder, darunter den Theologen David Christoph Seybold (1747–1804) und den Juristen Josef Johann Friedrich Seybold (1749–1814), sowie eine ältere Schwester aus der ersten Ehe seines Vaters mit Johanna Maria, geb. Thill.
Gottfried besuchte die Brackenheimer Lateinschule und wurde bereits in jungen Jahren 1781 als Gerichtsschreiber berufen. Aufgrund der territorialen Zersplitterung war er nicht nur für die württembergischen Gemeinden Dürrenzimmern, Nordheim und Nordhausen, sondern auch für das außerhalb Württembergs gelegene Großgartach zuständig, das Württemberg nur zu einem Viertel gehörte, wo die hohe Gerichtsbarkeit jedoch auch beim württembergischen Obervogt in Brackenheim lag. 1782 heiratete er Susanne Herrlinger (1763–1834), die aus einer alten Nordheimer Familie stammte und aus dem Erbe ihrer früh verstorbenen Mutter bereits Grundstücke und Vermögen erhalten hatte. Das Paar ließ sich 1782 in Nordheim nieder und erwarb ein landwirtschaftliches Gut am heutigen Nordheimer Marktplatz (der als solcher erst nach einem Großbrand von 1810 entstand). Dieses Gut bildete die Keimzelle des späteren, auf über 100 Ar angewachsenen Hofguts, auf dem das heutige Rathaus, der Bauhof und der Nordheimer Rathauspark entstanden. Das Paar erwarb in der Folgezeit zahlreiche weitere Grundstücke vor allem von Auswanderern. Der Ehe entstammten neun Kinder, von denen vier früh starben. Den einzigen Sohn, Wilhelm Seybold (1799–1874), gab der Vater in das Internat des Waldenserpfarrers Mulot in Nordhausen und legte mit dieser französischsprachigen Ausbildung den Grundstein für dessen Unternehmertätigkeit in Antwerpen und Frankreich. Nach dem Großbrand von 1810 erwarb Seybold ein weiteres Anwesen an der Entengasse, wo der Brand fünf Gebäude zerstört und Freiflächen geschaffen hatte. Auf diesem Anwesen wurde 1867 die Kleinkinderschule der Seyboldschen Stiftung, der spätere evangelische Kindergarten Nordheims, errichtet. Seybold starb 1816 in Nordheim. Seine Witwe und sein inzwischen im Ausland arbeitender Sohn erwarben nach seinem Tod weitere Grundstücke in Nordheim. Nach dem Tod der Witwe 1834 gab es länger andauernde Streitigkeiten um das umfassende Grundstückserbe. Vor allem das der Gemeinde gehörige Wittumgut, das Seybold lediglich gepachtet hatte, wurde zum Gegenstand längerer Rechtsgänge. Die Gemeinde versteigerte ein Drittel des Guts im März 1835, wodurch es zunächst an Adam von Olnhausen gelangte. Dieser verkaufte es 1840 an den Mundelsheimer Landwirt Christoph Ziegler, von dem es Wilhelm Seybold dann 1846 wieder zurück erwarb.